# Geert De Vlieger
Geert De Vlieger (* 16. Oktober 1971 in Aalst) ist ein ehemaliger belgischer Fußballtorhüter.

## Karriere
De Vlieger begann seine Karriere in der Jugendmannschaft des Edracht St. Gillis. Der erste große Verein, der De Vlieger verpflichtete, war der KSK Beveren 1989. 1995 wechselte er zu seinem ersten richtigen Großklub, dem RSC Anderlecht, wo er zum Nationalspieler seines Heimatlandes Belgien reifte. Nach einem einjährigen Abstecher bei Harelbeke, dem ein halbjähriges Engagement beim RSC Anderlecht folgte, ging de Vlieger im Januar 2000 zu Willem II Tilburg in die Niederlande. Von 2004 bis 2006 spielte der Torwart bei Manchester City in der englischen Premier League. 2006 wechselte er zum SV Zulte-Waregem. Dort hielt es ihn bis 2008, ehe er seine Karriere als Aktiver bis 2011 beim FC Brügge ausklingen ließ.
De Vlieger spielte bisher 43 Mal im belgischen Fußballnationalteam und war Stammtorhüter bei der WM 2002 in Japan und Südkorea. Außerdem gehörte er dem belgischen Kader bei der EURO 2000 an, kam bei diesem Turnier jedoch zu keinem Einsatz.

## Erfolge
- Teilnahme an der Fußball-WM 2002 in Japan und Südkorea (4 Einsätze)
- Teilnahme an der Fußball-EM 2000 in Niederlande und Belgien (keine Einsätze)